# Västra skäret (Vårdö, Åland)
Västra skäret är en ö i Åland (Finland). Det ligger i Skärgårdshavet och i kommunen Vårdö i landskapet Åland, i den sydvästra delen av landet. Ön ligger omkring 45 kilometer nordöst om Mariehamn och omkring 250 kilometer väster om Helsingfors.
Öns area är 16,5 hektar och dess största längd är 0,9 kilometer i sydväst-nordöstlig riktning. Ön höjer sig omkring 10 meter över havsytan.